# 4433 Goldstone
4433 Goldstone eller 1981 QP är en asteroid i huvudbältet som upptäcktes den 30 augusti 1981 av den amerikanske astronomen Edward L.G. Bowell vid Anderson Mesa Station. Den är uppkallad efter Goldstone Deep Space Communications Complex.
Asteroiden har en diameter på ungefär 8 kilometer.